# In the Key of Disney
In the Key of Disney es el décimo álbum de estudio del músico estadounidense Brian Wilson, publicado por la compañía discográfica Walt Disney Records en octubre de 2011. El álbum, el segundo de Wilson con Walt Disney, fue calificado por la compañía como «el disco que casa la visión de dos hombres que dieron forma a la imagen de la moderna California: Brian Wilson y Walt Disney».

## Trasfondo
En el verano de 2009, Walt Disney Records se acercó a Wilson para que grabase sus propios arreglos de canciones de las películas de Disney, a lo cual el músico accedió después de completar Brian Wilson Reimagines Gershwin, un álbum de versiones de canciones de George Gershwin.
In the Key of Disney fue grabado a comienzos de 2011. Tras grabar el álbum, Wilson indicó que «el sonido de The Beach Boys y la gente de Disney hacen una fantástica colaboración. Traté de hacer justicia a todas sus canciones».

## Lista de canciones
| N.º | Título | Escritor(es)                                                             | Duración |  |
| 1.  | «You've Got a Friend in Me» (De Toy Story)                                                                                           | Randy Newman                                                             | 2:40     |  |
| 2.  | «The Bare Necessities» (De El libro de la selva)                                                                                     | Terry Gilkyson                                                           | 3:12     |  |
| 3.  | «Baby Mine» (De Dumbo) | Frank Churchill, Ned Washington                                          | 3:28     |  |
| 4.  | «Kiss the Girl» (De La sirenita) | Alan Menken, Howard Ashman                                               | 3:53     |  |
| 5.  | «Colors of the Wind» (De Pocahontas)                                                                                                 | Menken, Stephen Schwartz                                                 | 3:59     |  |
| 6.  | «Can You Feel the Love Tonight» (De El rey león)                                                                                     | Elton John, Tim Rice                                                     | 3:39     |  |
| 7.  | «We Belong Together» (De Toy Story 3)                                                                                                | Randy Newman                                                             | 3:56     |  |
| 8.  | «I Just Can't Wait to Be King» (De El rey león)                                                                                      | John, Rice                                                               | 3:37     |  |
| 9.  | «Stay Awake» (De Mary Poppins) | Richard M. Sherman, Robert B. Sherman                                    | 2:48     |  |
| 10. | «Heigh-Ho / Whistle While You Work / Yo Ho (A Pirate's Life for Me)» (De Snow White and the Seven Dwarfs / Pirates of the Caribbean) | Churchill, Larry Morey / Churchill, Morey / George Bruns, Xavier Atencio | 3:27     |  |
| 11. | «When You Wish Upon a Star» (De Pinocho)                                                                                             | Leigh Harline, Washington                                                | 2:45     |  |

| Temas extra (Amazon.com) |                                                         |                                          |          |  |
| N.º                      | Título                                                  | Escritor(es)                             | Duración |  |
| 12.                      | «A Dream Is a Wish Your Heart Makes» (De La cenicienta) | Mack David, Al Hoffman, Jerry Livingston | 2:51     |  |
| 13.                      | «Peace on Earth» (De La dama y el vagabundo)            | Peggy Lee, Sonny Burke                   | 2:12     |  |

## Personal
- Brian Wilson: voz y arreglos
- Jeffrey Foskett: guitarra de doce cuerdas, guitarra eléctrica, guitarra acústica, instrumentos de juguete y coros
- Darian Sahanaja: moog, marimba, órgano, vibráfono, clavicordio, celesta, instrumentos de juguete y coros
- Scott Bennett: batería, marimba, piano, órgano, vibráfono, sintetizador, instrumentos de juguete y coros
- Probyn Gregory: guitarra slide, trompeta, banjo, órgano, vibráfono, guitarra eléctrica, guitarra acústica, guitarra de doce cuerdas, ukelele, instrumentos de juguete y coros
- Nick Walusko: guitarra eléctrica, instrumentos de juguete y coros
- Paul Von Mertens: saxofón, clarinete, flauta, saxofón barítono, flautín, flauta alta, armónica y arreglos
- Mike D'Amico: batería
- Brett Simons: bajo
- Nelson Bragg: percusión
- Gary Griffin: piano, órgano y acordeón
- Chris Bleth: oboe
- Leslie Stevens: sierra musical en «Heigh-Ho / Whistle While You Work / Yo Ho (A Pirate's Life for Me)»

## Posición en listas
| País           | Lista         | Posición |
| -------------- | ------------- | -------- |
| Estados Unidos | Billboard 200 | 83       |
| Estados Unidos | Top Kid Audio | 3        |